# Synagoga w Mouansie

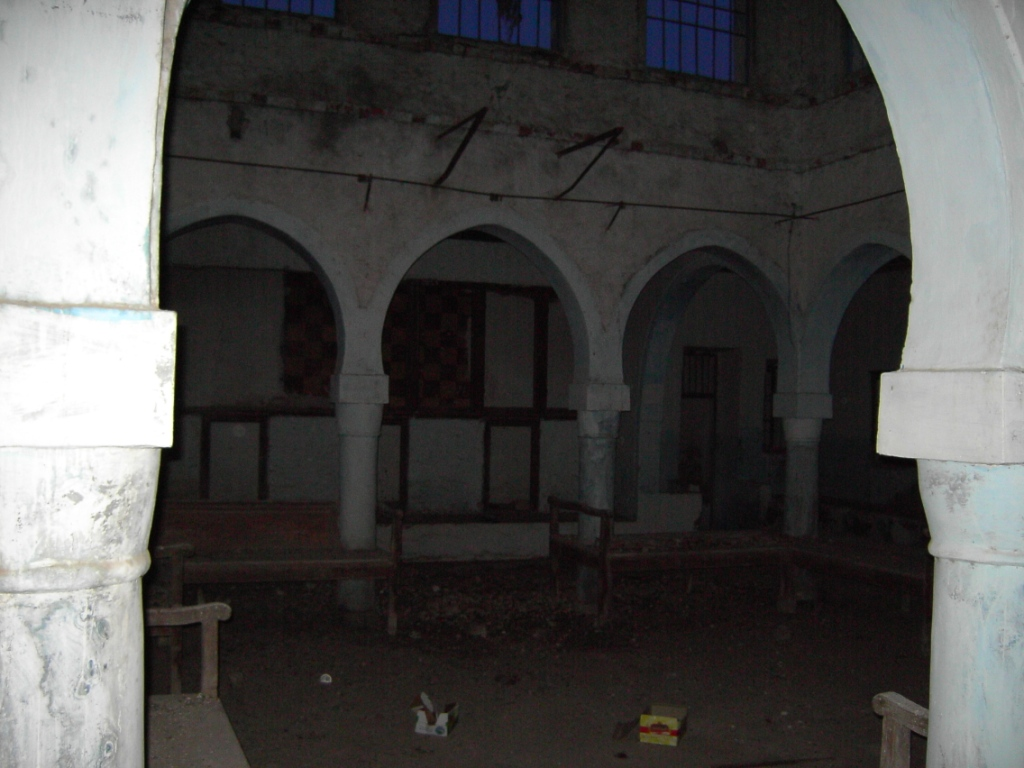
Wnętrze synagogi

Synagoga w Mouansie (arab. معبد موانسة) – sefardyjska synagoga znajdująca się w małej wsi Mouansie, znajdującej się na zachód od Dżardżisu.
Dokładna budowa synagogi nie jest znana. Synagoga, jak i pobliski cmentarz żydowski od lat 70. XX wieku stoją opuszczone ze względu na likwidację lokalnej gminy żydowskiej i opuszczenie wsi przez ostatnich Żydów. Wnętrze synagogi jest obecnie bardzo zniszczone.